# Haitske Pijlman
Haitske Pijlman (* 16. Juni 1954 in Grouw) ist eine ehemalige niederländische Eisschnellläuferin.

## Werdegang
Pijlman erreichte im Jahr 1977 mit dem zweiten Platz im Mini-Mehrkampf ihre einzige Podestplatzierung bei niederländischen Meisterschaften und startete international erstmals in der Saison 1974/75. Dabei kam sie bei der Mehrkampfweltmeisterschaft 1975 in Assen auf den 25. Platz im Mini-Mehrkampf und bei der Sprintweltmeisterschaft 1975 in Göteborg auf den 11. Rang. In den folgenden Jahren kam sie bei der Mehrkampfweltmeisterschaft 1976 in Gjøvik auf den 17. Platz im Mini-Mehrkampf, bei der Sprintweltmeisterschaft 1976 in Berlin auf den neunten Rang und bei der Mehrkampfweltmeisterschaft 1977 in Keystone auf den fünften Rang im Mini-Mehrkampf. Zudem gewann sie bei der Sprintweltmeisterschaft 1977 in Alkmaar die Bronzemedaille. In der Saison 1977/78 siegte sie beim Wettbewerb „Goldener Schlittschuh“ in Inzell über 500 m und errang bei der Sprintweltmeisterschaft 1978 in Lake Placid den sechsten Platz. Im Jahr 1979 lief sie bei der Sprintweltmeisterschaft in Inzell auf den 27. Platz. Nach Platz drei im Sprint-Mehrkampf beim Dynamo Cup in Berlin zu Beginn der Saison 1979/80 startete sie bei den Olympischen Winterspielen 1980 in Lake Placid letztmals international. Dabei belegte sie den 15. Platz über 500 m und den 14. Rang über 1000 m.

## Erfolge

### Olympische Spiele
- 1980 Lake Placid: 14. Platz 1000 m, 15. Platz 500 m

### Mehrkampf-Weltmeisterschaften
- 1975 Assen: 25. Platz Mini-Mehrkampf
- 1976 Gjøvik: 17. Platz Mini-Mehrkampf
- 1977 Keystone: 5. Platz Mini-Mehrkampf

### Sprint-Weltmeisterschaften
- 1975 Göteborg: 11. Platz Sprint-Mehrkampf
- 1976 Berlin: 9. Platz Sprint-Mehrkampf
- 1977 Alkmaar: 3. Platz Sprint-Mehrkampf
- 1978 Lake Placid: 6. Platz Sprint-Mehrkampf
- 1979 Inzell: 27. Platz Sprint-Mehrkampf

## Persönliche Bestleistungen im Eisschnelllauf
| Disziplin | Zeit        | Datum           | Ort                  |
| --------- | ----------- | --------------- | -------------------- |
| 500 m     | 42,44 s     | 26. Januar 1980 | Davos                |
| 1000 m    | 1:25,54 min | 19. Januar 1980 | Davos                |
| 1500 m    | 2:14,77 min | 9. Januar 1979  | Madonna di Campiglio |
| 3000 m    | 4:49,05 min | 15. März 1976   | Alma Ata             |